# Systropalpus
Systropalpus is een vliegengeslacht uit de familie van de roofvliegen (Asilidae).

## Soorten
- S. aurivulpes Hull, 1962